# Пролећна изложба УЛУС-а (1989)
Пролећна изложба УЛУС-а (1989) је трајала од априла до јула 1989. године. Одржана је на четири локације и то су Уметнички павиљон "Цвијета Зузорић", у Београду; Галерија савремене ликовне уметности "Ниш", у Нишу; Дом "Боро и Рамиз", у Приштини и у Новом Саду у Галерији Матице српске.

## О изложби
Ова изложба се организује у част осамдесетпетогодишњице прве југословенске изложбе и седамдесетогодишњице основања Удружења ликовних уметника Србије.
Избор радова за ову изложбу је обавио жири који је састављен од по два члана Удружења ликовних уметника Србије, Савеза ликовних уметника Војводине и Удружења ликовних уметника Косова:
УЛУС - Александар Цветковић и Владимир Комад,
СУЛУВ - Милан Соларов и Андреј Васиљевић,
УЛУК - Кадруш Рама.

### Награде
На овој изложби су додељене следеће награде:
- Златна палета - Кемал Рамујкић
- Златна игла - Зоран Тодовић
- Златно длето - Душан Марковић

## Излагачи

### Сликарство

#### УЛУС
1. Љиљана Вранић
2. Душан Врга
3. Матија Вучићевић
4. Милош Голубовић
5. Ђорђе Ђорђевић
6. Александар Ђурић
7. Дивна Јеленковић
8. Милица Којчић
9. Милинко Коковић
10. Велизар Крстић
11. Цветко Лаиновић
12. Властимир Мадић
13. Весна Мартиновић
14. Драган Мартиновић
15. Здравко Милинковић
16. Драган Милошевић
17. Момчило Митић
18. Љиљана Мићовић
19. Драган Момчиловић
20. Ружица Павловић
21. Слободанка Ракић - Шефер
22. Кемал Рамујкић
23. Владимир Рашић
24. Едвина Романовић
25. Сања Рељић
26. Мирко Сикимић
27. Јовица Стевановић
28. Станка Тодоровић
29. Миодраг Филиповић
30. Мирољуб Филиповић
31. Катарина Шабан
32. Саша Шатлан
33. Марина Шрајбер

#### In memoriam
1. Крста Андрејевић
2. Даница Антић
3. Александар Гајић
4. Милорад Иветић
5. Никола Јандријевић
6. Чедомир Крстић
7. Божидар Раднић

#### СУЛУВ
1. Ђорђе Беара
2. Бранка Веселиновић
3. Владислав Вуков
4. Бранислав Вулековић
5. Љубомир Вучинић
6. Војимир Дедеић
7. Јованка Дејановић
8. Пал Дечов
9. Драган Јанков
10. Јозеф Клаћик
11. Милан Мијачевић
12. Вишња Петровић
13. Радовин Ристовић
14. Душко Стојановић
15. Гига Ђурагић - Диле
16. Шандор Торок
17. Ванчо Христов

#### УЛУК
1. Иса Алимусај
2. Хамди Бардхи
3. Хилмија Ћатовић
4. Емра Тахир
5. Кадруш Рама
6. Нусрет Салихамиџићи
7. Есат Вала

### Цртеж - графика

#### УЛУС
1. Милан Блануша
2. Божидар Дамјановски
3. Душан Ђокић
4. Љубомир Иванковић
5. Биљана Јанковић
6. Бранимир Карановић
7. Даница Масниковић
8. Душан Ђ. Матић
9. Миодраг Млађовић
10. Драган Милосављевић
11. Ненад Николић
12. Гордана Петровић
13. Ставрос Попчев
14. Небојша Радојев
15. Рада Селаковић
16. Мехмед Слезовић
17. Столе Стојковић
18. Невенка Стојсављевић
19. Слободанка Ступар
20. Зоран Тодовић
21. Бранислав Фотић
22. Биљана Шево

#### СУЛУВ
1. Владимир Богдановић
2. Марија Деак
3. Миодраг Јелачић
4. Милан Кешељ
5. Ерика Сабо
6. Милан Соларов
7. Петар Шади
8. Никола Царан
9. Фери Реџеп
10. Јонузи Исмет
11. Хисни Краснићи
12. Фатмир Зајми

### Скулптура - објекти

#### УЛУС
1. Никола Антов
2. Миливоје Богосављевић
3. Душан Б. Марковић
4. Милан Марковић
5. Лепосава Милошевић - Сибиновић
6. Милија Нешић
7. Владимир Оташевић
8. Рајко Попивода
9. Мице Попчев
10. Градимир Рајковић
11. Милорад Ступовски
12. Томислав Тодоровић
13. Сава Халугин

#### СУЛУВ
1. Слободан Бодулић
2. Јулијана Киш
3. Мирослава Којић
4. Слободан Којић
5. Милорад Цветиначки

#### УЛУК
1. Агим Чавдарбаша
2. Агим Руди
3. Фери Реџеп
4. Хисни Краснићи
5. Емра Тахир
6. Хилмија Цатовић
7. Нусрет Салихамиџићи
8. Фатмир Зајми
9. Исмет Јонузи
10. Есат Вала
11. Кадруш Рама
12. Хамди Барди
13. Иса Алимусај